# Prieuré de Binham
Le prieuré St Mary, Binham, ou Prieuré de Binham, est un prieuré bénédictin en ruine situé dans le village de Binham, dans le comté anglais de Norfolk. Aujourd'hui, la nef de l'église prieurale, beaucoup plus grande à l'époque, est devenue l'église Sainte-Marie et Sainte-Croix et sert toujours de lieu de culte. Les vestiges du prieuré sont gérés par English Heritage. La façade ouest de l'abbaye est le premier exemple en Angleterre d'entrelacs de barres gothiques, précédant l'abbaye de Westminster d'une décennie.

## Histoire

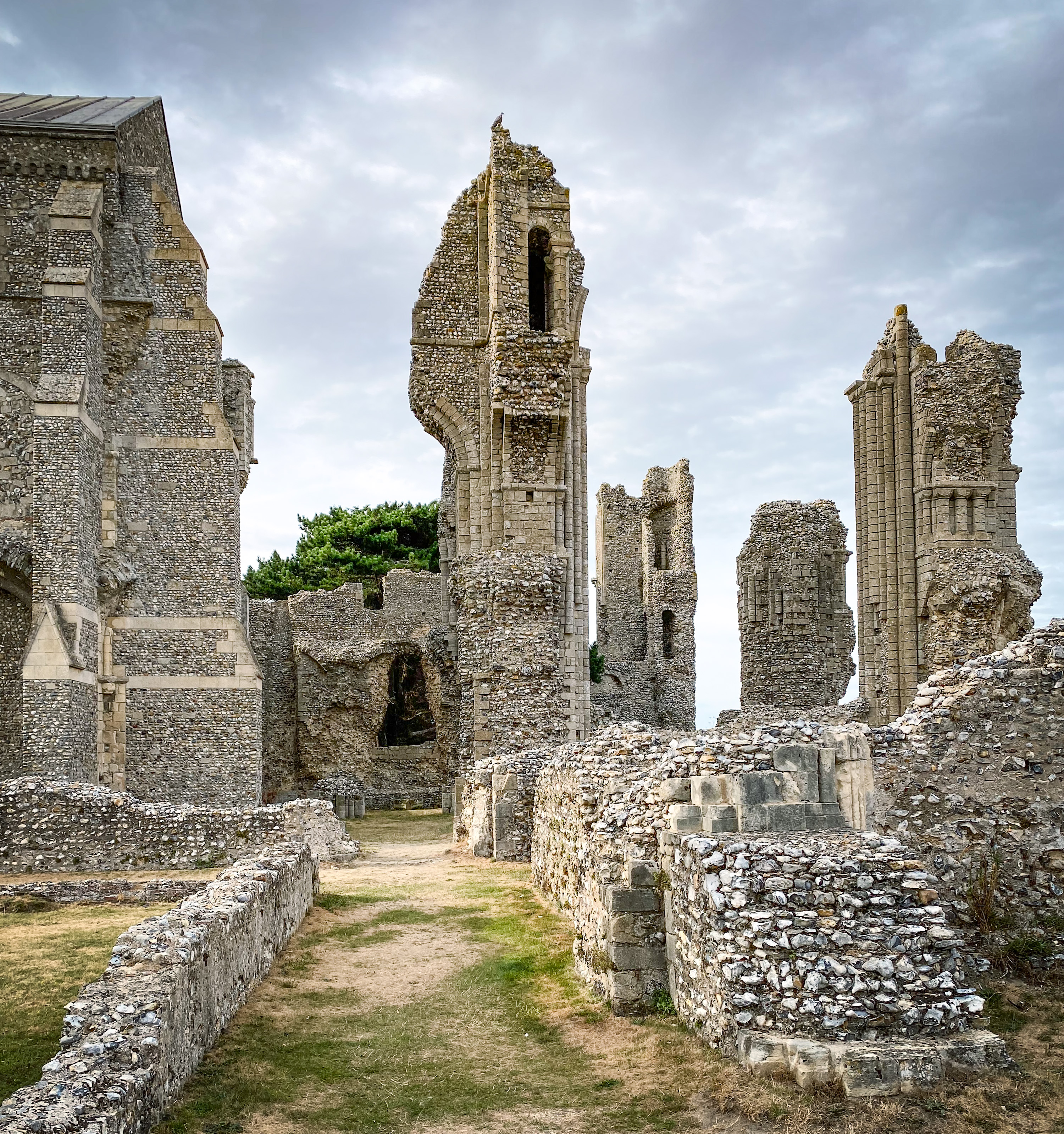
Les ruines du Prieuré

Le prieuré est fondé à la fin du XIe siècle, dépendant de l'abbaye de St Albans, par Pierre de Valognes et son épouse Albreda. Après la conquête normande, Peter se voit attribuer des terres dans l'ouest et le nord du Norfolk, parmi lesquelles tout le village de Binham. Le prieuré est doté de l'intégralité du manoir de Binham, faisant du prieur le seigneur du manoir, ainsi que des dîmes de treize autres églises de Norfolk. À l'origine, il comptait 8 moines, passant à 13 ou 14 au XIVe siècle avant de retomber à 6 immédiatement avant sa suppression en 1539. "Son histoire est celle d'un scandale presque continu."  Beaucoup de ses prieurs se sont révélés sans scrupules et irresponsables.
L'église du prieuré continue d'être utilisée pour les services paroissiaux. Le prieuré étant dédié à Marie et l'église à Sainte-Croix, il s'appelle Église prieurale Sainte-Marie et Sainte-Croix.
Le monument aux morts de Binham est situé dans l'enceinte du prieuré de Binham et prend la forme d'une croix celtique en pierre.